# Adolf Bachmann (Historiker)

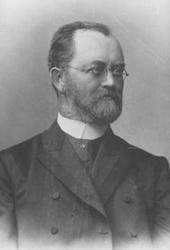
Adolf Bachmann

Adolf Bachmann (* 27. Januar 1849 in Kulsam, Böhmen; † 31. Oktober 1914 in Prag) war ein böhmischer Historiker und Politiker.

## Leben
Bachmann ist ein Sohn des Lehrer in Kulsam und Oberlehrer Ehepaares Valentin und Theresia Bachmann in Plesná. Adolf Bachmann, war das erste von sechs Kindern. Adolf  war der Trauzeuge seiner Schwester Maria Bachmann verheiratete Johann Christian Lehrmann sowie Patenonkel der Familie Maria Lehrmann geb. Bachmann in Fleißen, einer bedeutenden Fabrikbesitzer in Fleißen,  in Blütezeiten beschäftigte Johann Lehrmann & Söhne um 1200 Menschen aus der Region.
Adolf Bachmann heiratete am 2. April 1888 in Prag die aus Prag stammende Pauline Lüftner (* 1859), aus der Ehe stammen zwei Söhne Valentin und Paul Bachmann.
Adolf Bachmann studierte an der Karls-Universität Prag, der Georg-August-Universität Göttingen und der Friedrich-Wilhelms-Universität Berlin. 1874 habilitierte er sich an der (noch nicht geteilten) Karls-Universität. 1885 von der Karl-Ferdinands-Universität auf den Lehrstuhl für Österreichische Geschichte berufen, leitete er das Historische Seminar. 1902/03 war er Rektor der (deutschen) Universität. Bachmann ist durch seine Reichsgeschichte der Zeit Friedrichs III. bekannt geworden, zu der er auch Quellen edierte.
Im Alter von 58 Jahren wurde er 1901 in den Böhmischen Landtag gewählt. 1907 wurde er Abgeordneter zum Reichsrat Österreichs. Seit 1911 Obmann der Deutschen Fortschrittspartei in Böhmen, verhandelte er über den Österreichisch-Tschechischen  Ausgleich.